# Nais elinguis
Nais elinguis är en ringmaskart som beskrevs av Otto Friedrich Müller 1773. Nais elinguis ingår i släktet Nais och familjen glattmaskar. Arten är reproducerande i Sverige. Inga underarter finns listade i Catalogue of Life.